# Sextusen kalla
Sextusen kalla, original The Cold Six Thousand, är en thriller från 2001 av författaren James Ellroy. Romanen utgavs i Sverige 2003 på Bra Böcker i översättning av Thomas Preis. Boken var andra delen i Ellroys trilogi om USA:s efterkrigshistoria som inleddes med En amerikansk myt och som avslutades med Oroligt blod. 

## Handling
Romanen är andra delen i en trilogi och skildrar de mörkare sidorna av amerikansk politik, från mordet på John F Kennedy fram till mordet på Robert Kennedy. I romanen återser läsaren Pete Bondurant och Ward Littell från En amerikansk myt. Den tredje personen i handlingen är Wayne Tedrow Jr., korrumperad polis från Las Vegas. På olika vis blir de tre männen inblandade i morden på Martin Luther King och Robert Kennedy. Även andra verkliga personer, som Howard Hughes och J. Edgar Hoover figurerar i handlingen. 